# IKA-Renault Torino
El IKA Torino (luego llamado Renault Torino) es un automóvil de turismo producido por el fabricante argentino de automotores Industrias Kaiser Argentina (IKA-Renault desde 1970) entre los años 1966 y 1975, y por Renault Argentina S.A. entre 1975 y 1981. Era un automóvil compacto del segmento E, y si bien su diseño estaba basado en el modelo norteamericano Rambler American de 1964, fue rediseñado por Pininfarina y desarrollado íntegramente en Argentina.
El Torino fue presentado en dos versiones de carrocerías: un sedán de cuatro puertas, y una cupé sin parantes de altas prestaciones. Venía equipado con un motor naftero de 6 cilindros en línea, acoplado a una caja de cambios de 4 velocidades. Su motorización presentaba como variantes el motor Tornado Interceptor SOHC 181 de 2960 cc, un motor Tornado Superpower SOHC 230 de 3770 cc (ambos de 4 bancadas) y una versión desarrollada en Argentina denominada Torino 233 de 3770 cc y 7 bancadas (este último a partir de finales de 1973).
La aparición de este vehículo en el mercado automotor argentino marcó un hito dentro de la historia de la industria automotriz argentina, ya que además de tratarse de un vehículo desarrollado y producido exclusivamente en el país, presentaba importantes soluciones mecánicas que garantizaban su fiabilidad y sus altas prestaciones, como ser el caso de su motor SOHC "Tornado", equipados con árbol de levas en la cabeza, las cámaras de combustión hemisféricas y la alimentación con un tren de tres carburadores, según el tipo de modelo. Todas estas soluciones fueron consideradas de avanzada, a la vez de permitir la utilización del Torino como coche de competiciones. Como resultado de estas participaciones, se destacan sus 5 títulos obtenidos en la categoría Turismo Carretera (1967, 1969, 1970 y 1971 en Fórmulas A y B). Es una de las pocas marcas de origen argentino, junto a Anasagasti, Institec y Rastrojero, ya que, a pesar de ser de matriz norteamericana, la misma fue reformada y fabricada íntegramente en Argentina.

## Origen

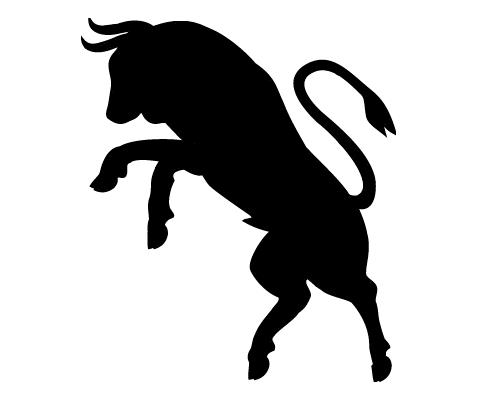
Toro rampante. Figura tomada como inspiración para la creación del emblema del IKA-Torino

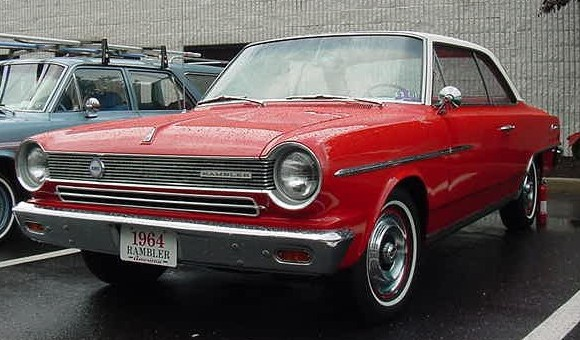
El Rambler American

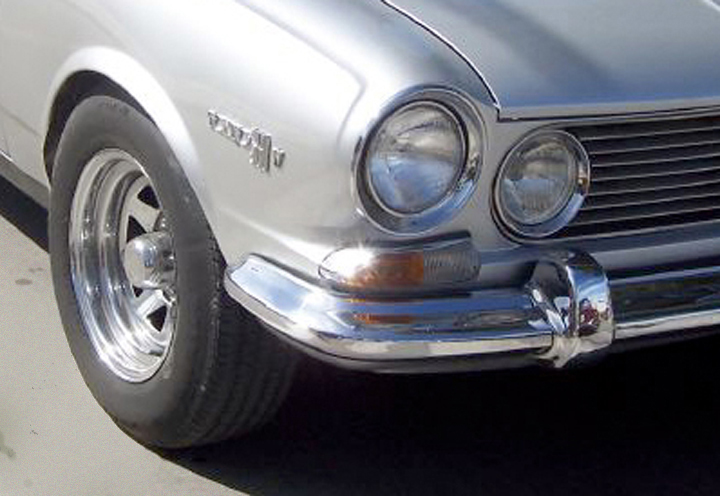
Detalle de un Torino 380 W.

Desde su inserción por la Kaiser y el gobierno argentino en 1955, IKA empezó a fabricar autos en 1956. En 1962, IKA quería un auto que encajara mejor en el mercado argentino, un automóvil que combinara la confiabilidad estadounidense con un estilo europeo. IKA y la American Motors Corporation (AMC) firmaron un acuerdo para desarrollar en conjunto un producto de este tipo en Argentina. El Torino fue desarrollado por IKA como un automóvil íntegramente argentino, combinando la carrocería 1964-1965 del Rambler American y el Classic, con diseños exclusivos de paneles delanteros, traseros y el interior rediseñados por Pininfarina. La carrocería básica, compartimiento del motor y baúl provenían del Rambler American. La suspensión delantera no era la misma del Rambler American, pero sí se usaron los brazos inferiores y superiores con el soporte de punta de eje del Rambler Classic, para la unificación de piezas y el herramental para producirlas. El resto del tren delantero fue de nuevo diseño, tanto que se le agregó una barra antirrólido que ningún Rambler llevaba en origen. La suspensión trasera fue tomada del IKA Bergantín,  vehículo compacto fabricado por IKA entre 1960 y 1962 y que no era otra cosa que una versión criolla del Alfa Romeo 1900 de 1958,  el cual ya poseía una suspensión trasera con resortes helicoidales y un sistema de barras reactoras llamado "4 link bar". Una de las características del Torino fue su construcción unitaria de la carrocería,  tomada del Rambler American, pero los falso chasis eran más largos ya que se tomaron los del Rambler Classic, e iban desde el frente hasta la estructura trasera. Esto lograba un chasis más rígido, adaptándose mejor el auto a las toscas calles argentinas. La distancia entre ejes del Torino era unos 2,5 cm más larga que el American. Aunque los motores del Torino no provenían de la AMC, la plataforma básica de AMC continuó sin modificaciones a lo largo de la vida del Torino. Se incorporaron mejoras con el correr de los años, como por ejemplo las manijas embutidas de las puertas que eran de AMC en 1973. A pesar de todo esto las piezas de Torino, casi en su totalidad, eran fabricadas en Argentina con pocas piezas importadas.
En vez de usar los motores AMC, el Torino fue equipado con un motor de 3770 cm³, con árbol de levas en cabeza (OHC) de seis cilindros en línea llamado “Tornado”, originalmente diseñados por la Kaiser Motors en 1961 para sus modelos Jeep Gladiator y Wagoneer, y Willys Overland. Este motor importado fue producido en Argentina aumentando así el número de piezas producidas en el país. Evolucionó durante sus 10 años de producción, especialmente rediseñando la tapa de cilindros, y en 1973 se produce un refinamiento del motor original, el cigüeñal se mejora con 7 apoyos en vez de los 4 originales, con una cilindrada de 3770 cm³, se dotó al bloque de una nueva culata con un nuevo árbol de levas, y una alimentación que podía ser un carburador Ilasa fabricado bajo licencia Carter USA de dos bocas de 36 mm de diámetro y apertura simultánea, o tres carburadores Weber de la serie DCOE 17, todos de apertura simultánea y doble cuerpo, de 45mm cada uno. La presentación se realizó el 30 de noviembre de 1966 en el Autódromo Municipal de Buenos Aires, y fue recibido por el público y el periodismo como el «Auto Argentino», ya que la empresa, optó por no revelar los detalles de su origen. Se presentaron tres modelos:
- Un sedán con motor de 3 L y caja de cuatro marchas y palanca al volante
- Una cupé sin parantes con motor de 3.770 cm³, carburador Holley 2300C y caja de cambios ZF de cuatro velocidades
- Una versión de alto rendimiento bautizada Torino 380 W con el mismo motor, pero con los tres carburadores Weber DCOE 17.

### Algunos modelos de la gama IKA Torino
- Torino TS 624: para el año 1970 el Torino recibe una renovación que modifica los faros traseros y los reemplaza por 2 redondos por lado a diferencia del faro cuadrado del modelo anterior, muy similares a los que equipo el Fiat Dino de 1966, la trompa mantiene los 4 faros (2 proyectores auxiliares y los 2 principales), los auxiliares dejan de estar separados de los principales y pasan a estar los cuatro dentro de la parrilla frontal; en cuanto al paragolpes delantero, cambian las punteras, teniendo ahora un rebaje, ya que los faros de giro y posición se reubican sobre el frente inferior de la trompa y no debajo de los faros principales. El interior adquiere un nuevo tablero, el llamado "tablero de avión" con un aspecto mucho más deportivo, las llantas se ven modificadas, si bien son similares al modelo anterior pero con ventilas cuadradas y nuevas tazas.

- Torino TS 626: a mediados de 1973 llega el motor Torino, este es una evolución del antiguo Tornado pero con cigüeñal de 7 bancadas, botadores en la tapa de cilindros, el árbol de levas ahora tiene 12 camones (levas) en lugar 6 lo cual permite mejorar los tiempos de admisión, escape y permanencias logrando más potencia y mejor par motor («torque») y el múltiple de admisión lleva el carburador girado 90 grados. Junto con el nuevo motor hubo cambios en el interior del auto, los bordes de las puertas son angulares y no redondos como antes, los apoya brazos, manijas de puertas y de levanta vidrios son nuevas, tanto las butacas delanteras como traseros son de diseño más cuadrado que antes. Exteriormente las manijas de apertura de puertas ahora son embutidas, los faros traseros pasan de ser 2 redondos a 1 rectangular por lado, nuevas llantas sin tazas, más anchas y cubiertas radiales de serie.

- Torino GS: tras el cese de la producción del Torino 380 W, en 1970 se presentó en sustitución de éste el Torino GS. Este vehículo era la versión potenciada  del Torino TS, la cual adoptaba los mismos atributos mecánicos del 380 W, con la salvedad de presentar innovaciones en la preparación de sus motores las cuales elevaban sus prestaciones. En 1971, el GS recibió una modificación en su relación de compresión que derivó en un aumento de su potencia y para 1972, con un cambio más profundo en el motor, alcanzando 215 HP, gracias a las cuales consiguió superar la barrera de los 200 km/h (203,389 km/h), razón por la cual fue conocido como GS 200. Tras el lanzamiento del motor Torino 233 de 7 bancadas en 1973, el GS fue equipado un mes más tarde con dicho impulsor, manteniendo la filosofía de alimentación a través del sistema de tres carburadores. Debido a sus prestaciones, fue la versión más potente producida para Torino.

- Torino TSX: en 1976 nacía el TSX. Exteriormente se diferencia por sus faros auxiliares rectangulares, la antena de la radio deja de estar en el guardabarros delantero izquierdo para estar en el trasero derecho (opcional), se mantienen los faros traseros rectangulares, los primeros modelos tenían el zócalo de color negro invadiendo la parte inferior de la puerta, característica que más tarde se perdería, en la segunda serie de TSX aparece una moldura de plástico negra en la base del parante trasero, la cual cubre la unión del techo con el guardabarros, proceso antes realizado con  estaño/plomo. Interiormente es similar al modelo TS 7 bancadas (1973-1976), pero incorpora el fondo del tablero de instrumentos de color blanco y un color de tapizados de color claro muy asociado a este modelo. También se recuerda a este modelo por ofrecer una opción de instalar la rueda de auxilio sobre la cara externa de la tapa del baúl, mediante el uso de un trípode.

- Torino ZX: en el año 1979 el Torino ya bajo el control de la empresa Renault recibe su penúltima actualización, esta le da un aspecto más acorde al de la empresa francesa, exteriormente se mantienen los auxiliares rectangulares y los faros traseros rectangulares así como la antena en el guardabarros trasero derecho, los paragolpes son totalmente nuevos, más chicos que antes y en una sola pieza no en tres como lo fueron desde 1966, las viras cromadas de la cola ahora recorren todo el contorno de la misma, en la trompa los cromados desaparecen para dar lugar a unas máscaras plásticas que cubren los espacios vacíos entre los faros, el paragolpes delantero esta más arriba que antes por lo cual las luces de posición y giro delanteras se colocan debajo del mismo con unos proyectores plásticos, el capó ahora tiene un nervio que recorre el medio del mismo, similar a los de los demás vehículos de la marca del rombo. Interiormente se hicieron grandes cambios: nuevo tablero con nueva relojería, ahora cuenta con relojes de fondo azul, 7 relojes de aguja en algunos modelos, se incorpora radio AM/FM con pasacasette, antena eléctrica, las butacas delanteras tienen apoyacabezas incorporado al igual que las traseras, se incorpora el cinturón de seguridad inercial en las plazas delanteras, los paneles de puerta son totalmente nuevos. Mecánicamente se incorpora el encendido electrónico, aire acondicionado y dirección hidráulica como accesorios casi estándar.

## Historia
A fines de 1955, la Kaiser Corporation de Estados Unidos instala una filial industrial en la Argentina -más exactamente en Córdoba- que bautizará como Industrias Kaiser Argentina. Es el lanzamiento de uno de los emprendimientos automovilísticos más importantes del país y que se iniciaría con la producción de vehículos utilitarios (Jeep, Estanciera) y del Kaiser Carabela, elaborado con las matrices del modelo Manhattan norteamericano. Años después, IKA firma un convenio en el que intervienen American Motors y la Regie Renault tendiente a producir localmente algunos vehículos que el régimen proteccionista de entonces impedía importar. Por ello, el catálogo de IKA se amplió a una gama tan amplia como diversa que transportaba al comprador desde un Renault Dauphine hasta un Jeep, pasando por el Rambler Ambassador. Tal variedad no dio buenos resultados económicos aunque las cifras de ventas hayan sido considerables. IKA Renault necesitó imperiosamente un vehículo capaz de competir con Ford y Chevrolet que en esos momentos marcaban el paso con sus modelos Falcon y el 400. El Rambler, grande, pesado y poco aceptado por el público, debía ser reemplazado. El convenio con American Motors les permitió elegir un interesante auto americano como punto de partida: el Rambler American 440. Pero no era tan sencillo, pues las encuestas y estudios indicaban que el futuro auto de IKA Renault debía tener un toque local en su estilo que lo "despegara" de las tendencias netamente norteamericanas de la competencia.
El destacado carrocero turinés Pininfarina aceptó la tarea de agregarle al Rambler American un toque "latino" pero recomendando cirugía plástica solamente en la trompa y en el interior. El auto fue bautizado como Torino dándole una connotación italiana al auto. Había en ello una segunda intención que pretendía vincular ese emblema con el "cavallino" de Ferrari quien, también, había sido representado en actitud desafiante, o con el Toro enojado de Lamborghini. Dos buenos espejos para reflejar la imagen de un auto que venía a ingresar al mercado con las más altas cifras de potencia y velocidad del mercado argentino. Los primeros estudios determinaron que el Torino debía recibir un motor de 2.000 o 2.500 cm³ como máximo. Sin embargo, los análisis posteriores revelaron como ideal el motor Tornado de seis cilindros producido por American Motors y con una cilindrada que variaba entre los 3.000 y los 3.800 cm³. Esa planta motriz fue reelaborada por los ingenieros de IKA Renault con la dirección técnica de Oreste Berta. El lanzamiento del auto se produjo en el Autódromo Municipal de Buenos Aires el 30 de noviembre de 1966 por la mañana y fue recibido -por periodistas y público- como "el auto argentino" ya que sus constructores se guardaron muy bien de difundir los orígenes del auto. El impacto fue tremendo. Se presentaron aquel día tres modelos: un sedán con motor tres litros y caja de 4 marchas, una cupé sin parantes con motor de 3.800 cm³, un carburador Holley y caja ZF de cuatro velocidades y una versión "top" bautizada como 380 W que estaba equipada con el mismo motor de 3.8 L pero tenía tres carburadores Weber de doble boca, 176 caballos de fuerza y se le adjudicaba una velocidad máxima de 210 km/h.
Entre 1970 y 1976, el Torino se convierte en el auto más vendido de la "gama alta". Se sabe que dos berlinas fueron enviadas a Fidel Castro y Leonid Brezhnev, y una cupé «full» fue comprada por el líder libio Muamar el Gadafi. Desde Brasil, Paraguay y Uruguay llegan pedidos de importación del Torino.
Durante toda su vigencia, el Torino recibió varias mejoras técnicas de mucha importancia pero es en 1973 cuando se produce el cambio más importante: un cigüeñal de siete bancadas en lugar del de cuatro, y cambio de denominación ya que deja de ser Tornado su motor.
Es en ese momento que la participación estadounidense en la compañía pasa a reducirse sensiblemente siendo la Regie Renault quien se convierte en el accionista mayoritario. En 1975, IKA Renault (adquirió ese nombre en 1967) abandona definitivamente su pasado estadounidense y pasa a denominarse Renault Argentina S.A.
En 1976, el Torino es el único producto «no-Renault» fabricado por la empresa francesa. El Renault 12 tiene un gran suceso pero no es el momento de reemplazar al Torino. Y por ello se lanza una nueva versión —la cupé TSX— y dos años más tarde, la berlina Grand Routier que es considerada como un auto al nivel de los mejores sedanes del mundo.
Pero en plena crisis energética, el consumo del Torino hace que mucho de sus potenciales clientes desaparecieran con razón: a 80 km por hora el Torino consumía 12 L cada 100 km. Diez años después de su lanzamiento, el Torino comienza a recibir duros embates. Su concepción técnica aparece desactualizada frente a los nuevos modelos que surgen en el mercado argentino provenientes de las empresas radicadas y de la importación. Sin embargo, se hace un último esfuerzo. En 1979 se presenta la última versión de la cual había desaparecido el Toro de la trompa reemplazado por el rombo de Renault.
Para Renault, los últimos tres años del Torino sirvieron para trabajar sobre el proyecto R-18 que, de alguna manera, vino a ocupar el puesto en la gama alta. En 1981, el último Torino sale de la línea de montaje de Santa Isabel. Algo menos de 100.000 vehículos fueron producidos en ese lapso.

## Del éxito al fracaso y viceversa
El Torino sedán apuntaba directamente a competir con el Ford Falcon aunque con más equipamiento y mayor confort. Las cupés en cambio constituían una avanzada sobre un segmento del mercado que se contentaba con versiones más o menos deportivas de Chevrolet (Super Sport), Falcon (Futura) o Valiant (GT y otros inventos), o con algunos importados como Mercedes Benz.
Sin embargo y pese al entusiasmo que levantaba a su paso y a sus éxitos deportivos (debutó y ganó en la Vuelta de San Pedro para Turismo de Carretera) los debuts de la gama Torino no fueron todo lo bueno que se esperaba. Las ventas seguían favoreciendo al Ford Falcon y durante los tres primeros años de producción, IKA Renault no pudo sobrepasar la barrera de los 15.000 autos producidos y vendidos.
Del éxito de su lanzamiento se había pasado al cuasi-fracaso de los años siguientes. Los entusiastas de los "pur sang" se inclinaban por el Torino pero el gran mercado de compradores del Ford Falcon; conservadores, serios y cuidadosos, continuaban aferrados a la tradición comprobada.

## Ámbito deportivo
En el ámbito deportivo obtuvo títulos nacionales argentinos en manos de Eduardo Copello, Eduardo Rodríguez Canedo, Gastón Perkins, Héctor Luis Gradassi, Jorge Ternengo, Alberto Rodríguez Larreta y Luis Rubén Di Palma.
En la actualidad, el Torino es uno de los autos más queridos por el público argentino. A tal punto que su llegada a las pistas generó una gran masa de fanáticos que hasta el día de hoy sigue acompañando al modelo en las diferentes pistas del país.[cita requerida] A pesar de que tuvo su época dorada en la década del 60, fue un coche muy perjudicado con el reglamento del TC a lo largo de los años.[cita requerida] Sus recordados campeonatos de la mano de Gastón Perkins y Luis Rubén Di Palma, se complementan con los campeonatos obtenidos por Héctor Luis Gradassi y Eduardo Copello a bordo del prototipo Liebre MkII, diseñado a partir del chasis y el motor del Torino, y preparado por el genial Oreste Berta. Luego de esos títulos, llegaron las polémicas y el retiro de la marca de las pistas.
Sin embargo, el retiro tuvo punto final, cuando en 1995 hizo su presentación el Torino Cherokee, un coche equipado con motor de Jeep Cherokee, que fue evolucionando poco a poco hasta rendir frutos. Este tuvo un exitoso desempeño, al alzarse con el subcampeonato del año 2006, con Patricio Di Palma al volante.

### La hazaña de Nürburgring

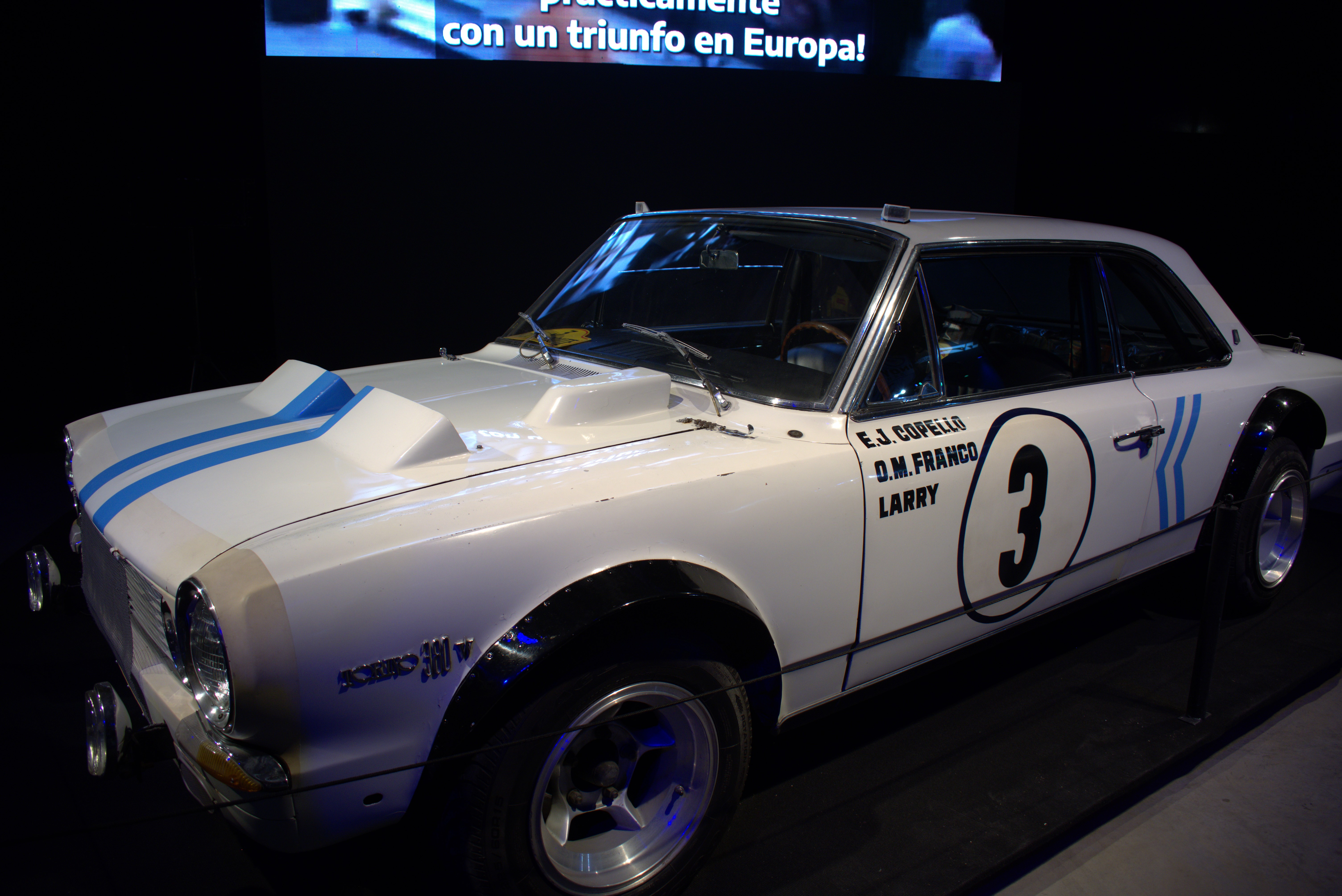
El Torino número 3 exhibido en Tecnópolis.

En agosto de 1969, en una arriesgada operación publicitaria y deportiva, tres Torino son inscriptos en las 84 Horas de Nürburgring en Alemania, la llamada Maratón de la Ruta, que desde 1965 se realizaba en Alemania tras llevarse a cabo durante 35 años en el tramo que comprendía Lieja (Bélgica) y Roma (Italia). La delegación la preside Juan Manuel Fangio, la coordinan Tibor Teleki y Carlos Lobbosco, los motores son elaborados por el ingeniero Lepper y la asistencia en pista queda a cargo de Oreste Berta. Además, para acondicionar la carrocería del modelo de calle -pensada originalmente por Pininfarina- al prototipo de competición, se sumó al equipo el destacado diseñador Heriberto Pronello (hubo que modificar la apertura del capó hacia adelante, por motivos de seguridad, entre otros cambios menores). 
El desempeño de los Torino fue notable, aunque hubo cientos de contratiempos. Se chocaron dos autos, se terminó armando uno con base en los restos de los autos siniestrados, que quedó fuera de escuadra y tuvo problemas eléctricos y de frenos.
Finalmente el auto número 3 conducido por Eduardo Copello, Oscar Franco y "Larry" Rodríguez Larreta termina primero en su categoría y cuarto en la clasificación general. Por número de vueltas, el Torino hubiese ganado la carrera por dos giros de ventaja al segundo, pero una penalización les saca el triunfo. El Torino debió parar en boxes para reparar el caño de escape y ello le valió una penalización de cinco vueltas sobre las reales que había recorrido.
Luego de esto se produce el "boom" del Torino y sus ventas crecen vertiginosamente. IKA Renault lanza una serie de cinco modelos: dos versiones económicas con carburador simple y motor de 3 L (el sedán L) o 3,8 L (el sedán S), otras dos con carburador de doble cuerpo (la cupé TS y el sedán TS) y la versión de 3 carburadores Weber pasa a llamarse "GS". La serie más económica aumenta su potencia hasta 143 HP, y 143 en 1972.

### Los campeonatos

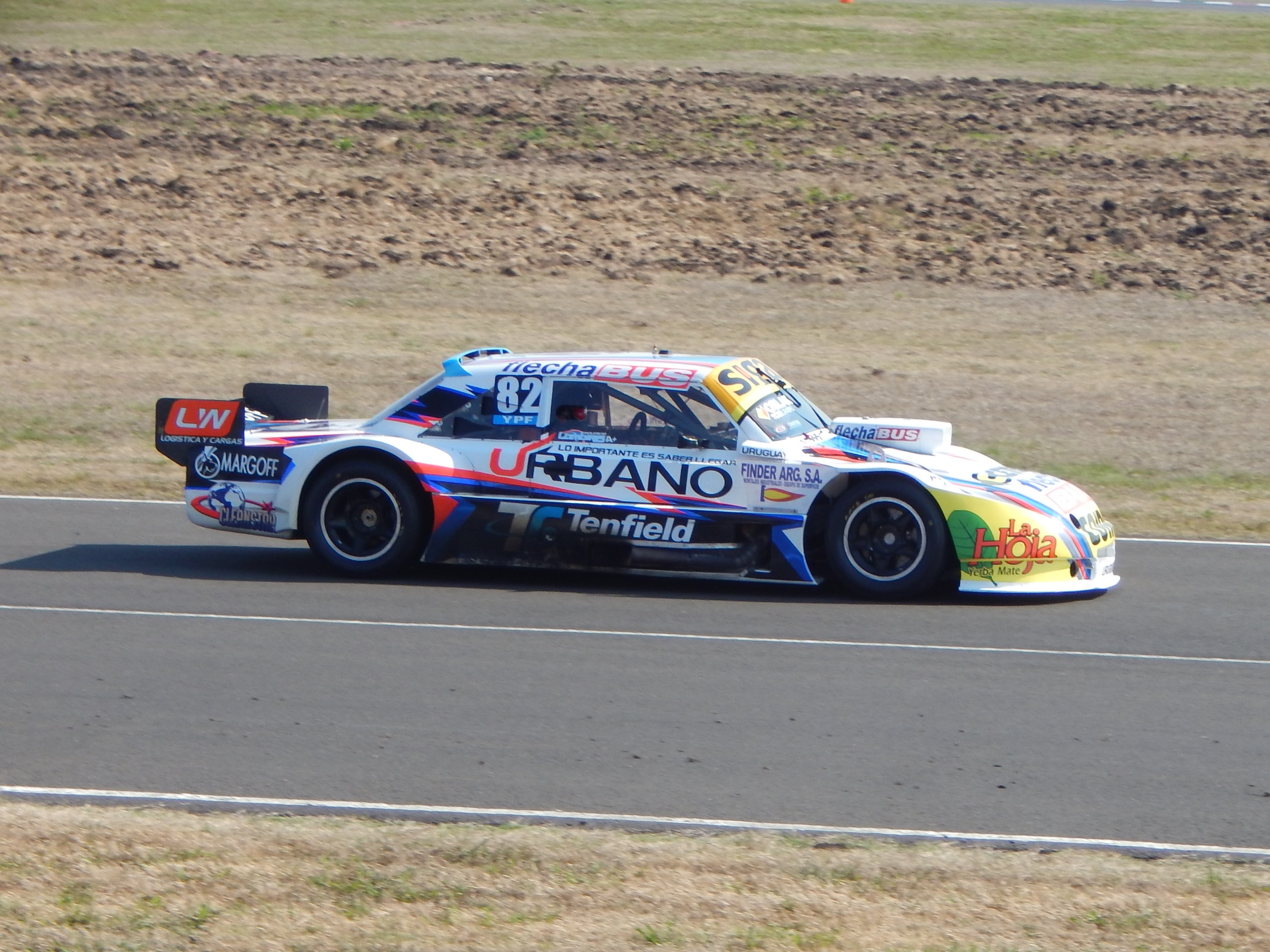
Torino de Mauricio Lambiris utilizado en la temporada 2015 de Turismo Carretera.

#### En el Turismo Carretera
En cada era de la marca tuvo diferentes ganadores. En la era Torino-Tornado, uno de los pilotos más ganadores fue Luis Rubén Di Palma. En la era Torino Cherokee, el más ganador actualmente es su hijo Patricio Di Palma. El único título de Marcos Di Palma es el obtenido con el Torino de stock car en 1992 con preparación y atención en pista de su padre, Don Luis Di Palma.
- Torino 380 W (2 títulos)
- 1970 (Fórmula A): Luis Rubén Di Palma (Torino Coupé)
- 1971: Luis Rubén Di Palma (Torino Coupé)

- Prototipo Liebre-Torino (3 títulos)
- 1967: Eduardo Copello (Liebre Mk I, y II-Torino)
- 1969: Gastón Perkins (Liebre Mk III-Torino)
- 1970 (Fórmula B): Eduardo José Copello - (Liebre Mk IIB-Torino)

## Evolución temporal
| Años         | 1966         | 1967       | 1968             | 1969             | 1970             | 1971             | 1972             | 1973             | 1974             | 1975             | 1976             | 1977             | 1978             | 1979 | 1980 | 1981 |
| Torino Sedán | Torino 300   | Torino 300 | Torino 300       | Torino 300       | Torino 300       |                  |                  |                  |                  |                  |                  |                  |                  |      |      |      |
| Torino Sedán | Torino L     |            |                  |                  |                  |                  |                  |                  |                  |                  |                  |                  |                  |      |      |      |
| Torino Sedán | Torino 300 S |            |                  |                  |                  |                  |                  |                  |                  |                  |                  |                  |                  |      |      |      |
| Torino Sedán |              |            |                  | Torino S         |                  |                  |                  |                  |                  |                  |                  |                  |                  |      |      |      |
| Torino Sedán |              |            |                  | Torino TS        |                  |                  |                  |                  |                  |                  |                  |                  |                  |      |      |      |
| Torino Sedán |              |            |                  |                  |                  |                  | Torino SE        |                  |                  |                  |                  |                  |                  |      |      |      |
| Torino Sedán |              |            |                  |                  |                  |                  |                  | Flotillero       |                  |                  |                  |                  |                  |      |      |      |
| Torino Sedán |              |            |                  |                  |                  |                  |                  |                  |                  |                  |                  | Torino GR        |                  |      |      |      |
| Torino Coupé | Torino 380   | Torino 380 | Torino 380       | Torino 380       | Torino 380       |                  |                  |                  |                  |                  |                  |                  |                  |      |      |      |
| Torino Coupé | Torino 380 W |            |                  |                  |                  |                  |                  |                  |                  |                  |                  |                  |                  |      |      |      |
| Torino Coupé |              |            |                  | Torino TS        |                  |                  |                  |                  |                  |                  |                  |                  |                  |      |      |      |
| Torino Coupé |              |            |                  |                  | Torino GS        |                  |                  |                  |                  |                  |                  |                  |                  |      |      |      |
| Torino Coupé |              |            |                  |                  |                  |                  |                  | Torino TSX       |                  |                  |                  |                  |                  |      |      |      |
| Torino Coupé |              |            |                  |                  |                  |                  |                  |                  |                  |                  |                  |                  | Torino ZX        |      |      |      |
| Lutteral     |              |            | Lutteral Comahue | Lutteral Comahue | Lutteral Comahue | Lutteral Comahue | Lutteral Comahue | Lutteral Comahue | Lutteral Comahue | Lutteral Comahue | Lutteral Comahue | Lutteral Comahue | Lutteral Comahue |      |      |      |

## Personalizaciones
Juan Carlos Lutteral fue un empresario argentino, dueño de una concesionaria de autos muy conocida, que en 1968 decidió tomar una idea muy de moda en Estados Unidos: equipar a un auto de serie con detalles de personalización y calidad de fábrica. Como las terminales solo sacaban a la calle modelos en grandes series, su idea fue tomar Torinos 0Km, y equiparlos para volverlos autos exclusivos a pedido del cliente.
El Torino Comahue tenía un capot de fibra de vidrio, con tomas de aire mientras que los paragolpes estaban confeccionados en plástico de alto impacto y caucho blando. Tuvo enorme repercusión en el público, que pensaba que se  trataba de un auto importado y la reacción de la gente en la calle era sorprendente. Hubo muchos pedidos para llevar los Comahue al exterior, pero las autoridades se negaron a eximir de impuestos internos un producto que era para exportación.
El Lutteral tenía una característica estilo "fast-back" con la luneta dividida como la del Corvette C2 de 1963. 
La preparación de los impulsores pasaba por el pulido de los conductos de admisión de la tapa de cilindros y modificaciones de árbol de levas. Algunos Comahue encargados por clientes particulares no tenían la característica cola pero equipaban las mismas llantas que las Liebre de TC y los motores eran capaces de superar los 200HP, la mayoría terminaron corriendo en campeonatos zonales.